# Vincent Josse
Pour les articles homonymes, voir Josse.
Vincent Josse, né le 4 décembre 1966 à Abbeville, est un journaliste français de radio travaillant à France Inter depuis 1990. De septembre 2017 à juin 2023, il présente le magazine culturel dominical Le Grand Atelier . À partir de septembre 2023, il présente deux émissions à 17h le week-end, la Ballade, le samedi et une version remaniée du Grand Atelier, le dimanche. 

## Biographie

### Formation
Vincent Josse est originaire d'Abbeville, en Picardie. Il fait ses études secondaires à Amiens avant de partir à Lille faire des études de lettres supérieures et d'histoire, puis à Bordeaux où il entre à l'IUT de journalisme de Bordeaux. Après des stages dans la presse écrite à La Voix du Nord et à France soir, il en fait un à la radio en 1989 à France Inter et se sent particulièrement attiré par ce média .

### Radio et télévision
Vincent Josse entre en 1990 à la rédaction de France Inter comme présentateur des flashs et des journaux d'information. En 1993 il rejoint le service « Arts, lettres et spectacles » de la rédaction avant de présenter de 2000 à 2006 la chronique culturelle de 7 h 24 dans la matinale de Stéphane Paoli. De septembre 2006 au 25 juin 2010, Vincent Josse a animé un journal culturel quotidien de 9 h 10 à 9 h 30 intitulé Esprit critique dans Le Sept dix de Nicolas Demorand, l'émission matinale de France Inter. Vincent Josse produit de septembre 2010 à juin 2014 une émission hebdomadaire intitulée L'Atelier, le samedi de 19 h 20 à 20 h. En 2013 est publié chez Flammarion l'ouvrage L'Atelier, tiré de l'émission, et illustré de ses photos, avec 27 visites d'ateliers.
Il a été aussi critique dramatique au Masque et la Plume de 2001 à 2024.
À la télévision, il présente de janvier 2012 à septembre 2013 l'émission Square, le dimanche à 11 h 45 sur Arte.
Il a présenté la matinale culturelle entre septembre 2014 et juin 2016 sur France Musique. À partir de la rentrée 2016, il présente une émission musicale La Récréation sur France Inter,. De 2017 à juin 2023, il présente l’émission culturelle dominicale Le Grand Atelier sur France Inter.
À partir de septembre 2023, il présente deux émissions à 17h le week-end, la Ballade, le samedi et une version remaniée du Grand Atelier, le dimanche.

## Distinction
Vincent Josse a reçu le Grand Prix de l'Académie Charles-Cros 2009, dans la catégorie « Mémoire et Création » pour son livre-CD Hervé Guibert, l’écrivain photographe.

## Œuvres
- Matin brun, de Franck Pavloff, livre-disque avec Jacques Bonnaffé et Denis Podalydès, couverture d'Enki Bilal, aux éditions RF, 2002
- Hervé Guibert, l’écrivain photographe, éditions Naïve, 2009,  (EAN 3298490120187)
- L'Atelier, coll. Histoire de l'art, Flammarion, 2013, 250 p.  (ISBN 978-2081286009) D'après son émission sur France Inter, L'Atelier, à la rencontre de 27 artistes[3].
- Montand est à nous, film documentaire réalisé par Yves Jeuland, co-écrit avec Vincent Josse, France 3, 2021
- Préface du disque "Yves Montand, Olympia 74", INA, 2022
- "Le Bus 72", livre de photographies de Vincent Josse accompagnées de dix textes d'auteurs, Éditions Le Bec en l'air, sept. 2023